# Ludność Ełku
Wykres liczby ludności miasta Ełku w XX i XXI wieku:

- 1499 – ok. 600[1]
- 1600 – 800[2][3]
- 1732 – 1 053
- 1782 – 2 000[4]   (z wyłączeniem garnizonu)
- 1818 – 2 304[5]
- 1837 – 3 140[5]
- 1850 – 3 898[3]
- 1852 – 4 262
- 1864 – 5 142[5]
- 1875 – 5 912[6]
- 1880 – 6 671
- 1885 – 8 624   (włącznie z garnizonem)[7]
- 1890 – 9 981   (w tym 1300 Polaków i 224 Żydów[5])[6]
- 1895 – 11 706   (w tym 212 Żydów)[5]
- 1910 – 13 428
- 1925 – 15 159[6]   (w tym 187 Żydów)[5]
- 1933 – 15 512[6]   (w tym 137 Żydów)[5]
- 1937 – 16 020
- 1939 – 16 482   (w tym 16 Żydów)[5]
- 1945 – 1 765[3]   (spis powszechny)
- 1946 – 6 104   (spis powszechny)
- 1949 – 11 468[8]
- 1950 – 13 665   (spis powszechny)
- 1954 – 16 630[8]
- 1955 – 19 478
- 1956 – 21 124[8]
- 1960 – 21 952   (spis powszechny)
- 1961 – 22 700
- 1962 – 23 100
- 1963 – 23 500
- 1964 – 23 900
- 1965 – 24 472
- 1966 – 24 900
- 1967 – 25 300
- 1968 – 25 900
- 1969 – 26 700
- 1970 – 27 400   (spis powszechny)
- 1971 – 27 956
- 1972 – 28 500
- 1973 – 29 400
- 1974 – 30 616
- 1975 – 31 958
- 1976 – 33 300
- 1977 – 33 900
- 1978 – 35 800   (spis powszechny)
- 1979 – 37 300
- 1980 – 38 175
- 1981 – 39 423
- 1982 – 40 016
- 1983 – 41 543
- 1984 – 42 682
- 1985 – 44 195
- 1986 – 44 702
- 1987 – 45 353
- 1988 – 49 526   (spis powszechny)
- 1989 – 50 236
- 1990 – 52 430
- 1991 – 53 824
- 1992 – 53 804
- 1993 – 54 190
- 1994 – 54 877
- 1995 – 54 991
- 1996 – 55 408
- 1997 – 55 683
- 1998 – 56 208
- 1999 – 56 464
- 2000 – 56 610
- 2001 – 56 656
- 2002 – 55 307   (spis powszechny)
- 2003 – 55 498
- 2004 – 55 846
- 2005 – 56 120
- 2006 – 56 286
- 2007 – 56 951
- 2008 – 57 129
- 2009 – 57 579[9]
- 2010 – 57 897   (mężczyźni – 27 676, kobiety – 30 221)[10]
- 2011 (31 marca) – 59 044[11]   (Narodowy Spis Powszechny 2011)
- 2011 (31 grudnia) – 59 274   (mężczyźni – 28 563, kobiety – 30 711)[12]
- 2012 (30 czerwca) – 59 370   (mężczyźni – 28 589, kobiety – 30 781)[13] (w tym ok. 200 Romów)[14]
- 2012 (31 grudnia) – 59 646   (mężczyźni – 28 709, kobiety – 30 937)
- 2013 (31 grudnia) – 59 790   (mężczyźni – 28 802, kobiety – 30 988)[15]
- 2016 (30 czerwca) – 60 621   (mężczyźni – 29194, kobiety – 31 427)[16]
- 2020 (30 czerwca) - 62 125   (mężczyźni - 29892, kobiety - 32233)[17] (dotychczasowe maksimum)

## Powierzchnia Ełku
- 1995 – 19,71 km²
- 2001 – 21,07 km²
- 2006 – 21,05 km²